# Carbon Solutions Global
A Carbon Solutions Global (CSG) egy budapesti központú, környezetvédelmi szolgáltatásokkal foglalkozó cég, amely öt országban van jelen.
A CSG vállalati ügyfelei számára nyújtott környezetvédelmi tanácsadói tevékenysége a szervezeti és termékközpontú fenntarthatósági elemzésektől a teljes körű zöld marketingszolgáltatásokon keresztül az önkéntes karbonpiaci projektek fejlesztéséig terjed. Lakossági ügyfelei számára pedig olyan befektetési csomagokat kínál, amelyek egyúttal környezetvédelmi és társadalmi hasznot is hajtanak.

## Alapítása és nemzetközi jelenléte
A céget 2012-ben alapították, az anyacég nagy-britanniai központú és jelenleg négy további országban (Magyarországon, Romániában, Szlovákiában, Csehországban és Kínában) vannak irodái.

## Tevékenységei

### Környezetvédelmi szakmai tevékenységek
A cég egyik fő tevékenysége a vállalati környezetirányítási rendszerek bevezetéséhez és felülvizsgálatához kapcsolódó környezetvédelmi tanácsadás, így szervezeti és termék környezeti ezen belül is főképp üvegházgáz audit menedzsment, felmérés, csökkentés ellentételezés, életciklus-elemzés és karbon-kredit kereskedelemben tevékenykedik.

### CSG Standard
A cég 2014-ben kezdte meg a CSG Standard nevű önkéntes karbonpiaci tanúsítási szabvány létrehozását. A CSG Standard célja kisléptékű klímavédelmi projektek pénzügyi támogatása, lehetővé téve az önkéntes karbonpiaci szereplők számára, hogy helyi kezdeményezéseket támogassanak karbon kreditek megvásárlásával.

### Üvegházgáz kibocsátás-elkerülési projektek fejlesztése

#### A „Fénykör” projekt
Szakmai közreműködőként a cég részt vesz a szintén magyar fejlesztésű „Fénykör” projektben, amely napelemekből álló virtuális erőműként kisebb üvegházgáz kibocsátással járó elektromos áramot állít elő.

#### Thera II.
A CSG Standard legújabb megújuló energiát támogató projektje a Thera II. Az 5 szélturbinából álló, összesen 10 MW beépített teljesítményű szélerőműpark működésével előállított energia más, jelentősebb üvegházhatású gázkibocsátással járó energiatermelést vált ki, ezzel hozzájárulva a magyarországi energiamix fenntarthatóbbá és megbízhatóbbá válásához.
Azok a vállalatok, amelyek a fenntartható működést és a környezetvédelmet szem előtt tartva ellentételezni szeretnék karbonlábnyomukat, a Thera II. projekt karbonkreditjei megvásárlásával egyúttal a magyar megújulóenergia-termelést is támogathatják.

### Accuvio
A cég az ír fejlesztésű Accuvio karbonmenedzsment szoftver kizárólagos magyarországi és romániai forgalmazói. A karbonmenedzsment szoftverek a vállalati üvegházgáz-kibocsátások és energiafelhasználás folyamatos nyomon követését, a mért és rögzített adatok feldolgozását, tárolását és testreszabott jelentések készítését teszik lehetővé, amelyek a tervezési és döntési folyamatok alapjául szolgálhatnak.

### Marketing-tanácsadás
A Carbon Solutions Global szolgáltatásai az ügyfelei környezetvédelmi akcióterveinek kidolgozásán túl, e vállalások kommunikációjára is kiterjed a „zöld” marketing és tágabb értelemben a vállalati társadalmi felelősségvállalás (CSR) keretében. 
Ennek a marketingcsomagnak a része az európai szabadalmi oltalom alatt álló Zero CO2 védjegy ref védjegy: 
A védjegyet olyan cégek vagy termékek kaphatják meg, amelyek a Carbon Solutions Global segítségével ellentételezik üvegházgáz-kibocsátásaikat.

## Díjak és kitüntetések
A cég 2014-ben 2degrees Awards Champions nemzetközi öko-innovációs díjat nyert „Social value” kategóriában.
A cég 2016-ban elnyerte a Magyar Termék Nagydíj-at.